# Бузоешти
Бузоешти, Бузоешть (рум. Buzoești) — коммуна в жудеце Арджеш на юге Румынии.

## География
Находится в южной части жудеца. Территория составляет 160,27 км². Коммуна расположена на расстоянии 94 км к западу от Бухареста, 30 км к югу от Питешти, 93 км к востоку от Крайовы, 129 км к юго-западу от Брашова.

## Состав коммуны
В состав коммуны входят следующие села (данные о населении за 2002 год):
- Ионешти (рум. Ionești) — 744 человека
- Бужорень (рум. Bujoreni) — 218 человек
- Бузоешти (рум. Buzoești) — 491 человек
- Вледуца (рум. Vlăduța) — 89 человек
- Вульпешти (рум. Vulpești) — 967 человек, — административный центр коммуны
- Корнэцель (рум. Cornățel) — 1107 человек
- Куртянка (рум. Curteanca) — 378 человек
- Подени (рум. Podeni) — 377 человек
- Редя (рум. Redea) — 32 человека
- Томшанка (рум. Tomșanca) — 397 человек
- Шербоени (рум. Șerboeni) — 1506 человек

## Население
По данным переписи населения 2002 года в коммуне проживали 6306 человек. Более 99 % населения — румыны.